# Zhang Hongzhao

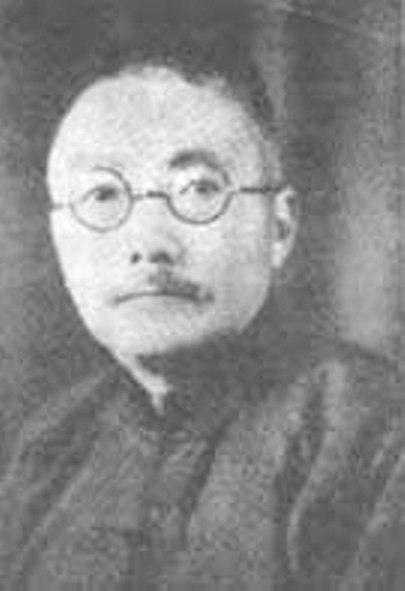
Zhang Hongzhao

Zhang Hongzhao (chinesisch 章鸿钊, Pinyin Zhāng Hóngzhāo; * 1877; † 1951) war ein chinesischer Geologe. Er ist einer der Gründer der Chinesischen geologischen Gesellschaft und wurde zu ihrem ersten Präsidenten gewählt (1922). Das Mineral Hungchaoit ist nach ihm benannt (章氏硼镁石,  Zhāngshìpéngměishí beziehungsweise 鸿钊石,  Hóngzhāoshí).

## Werke
- A Study of Rocks, Fossils and Minerals as Known in Chinese Literature 石雅, 1921, Beiping